# IFA H3
L'IFA Horch H3 était un camion produit par le constructeur automobile d'Allemagne de l'Est VEB Sachsenring Automobilwerk Zwickau de 1947 à 1949. Il a été produit en 852 exemplaires.
Il est équipé d'un moteur Maybach HL42 et sa vitesse maximale est de 70km/h.